# Didymodon cordatus
Didymodon cordatus är en bladmossart som beskrevs av Juratzka 1866. Didymodon cordatus ingår i släktet lansmossor, och familjen Pottiaceae. Inga underarter finns listade i Catalogue of Life.

## Bildgalleri

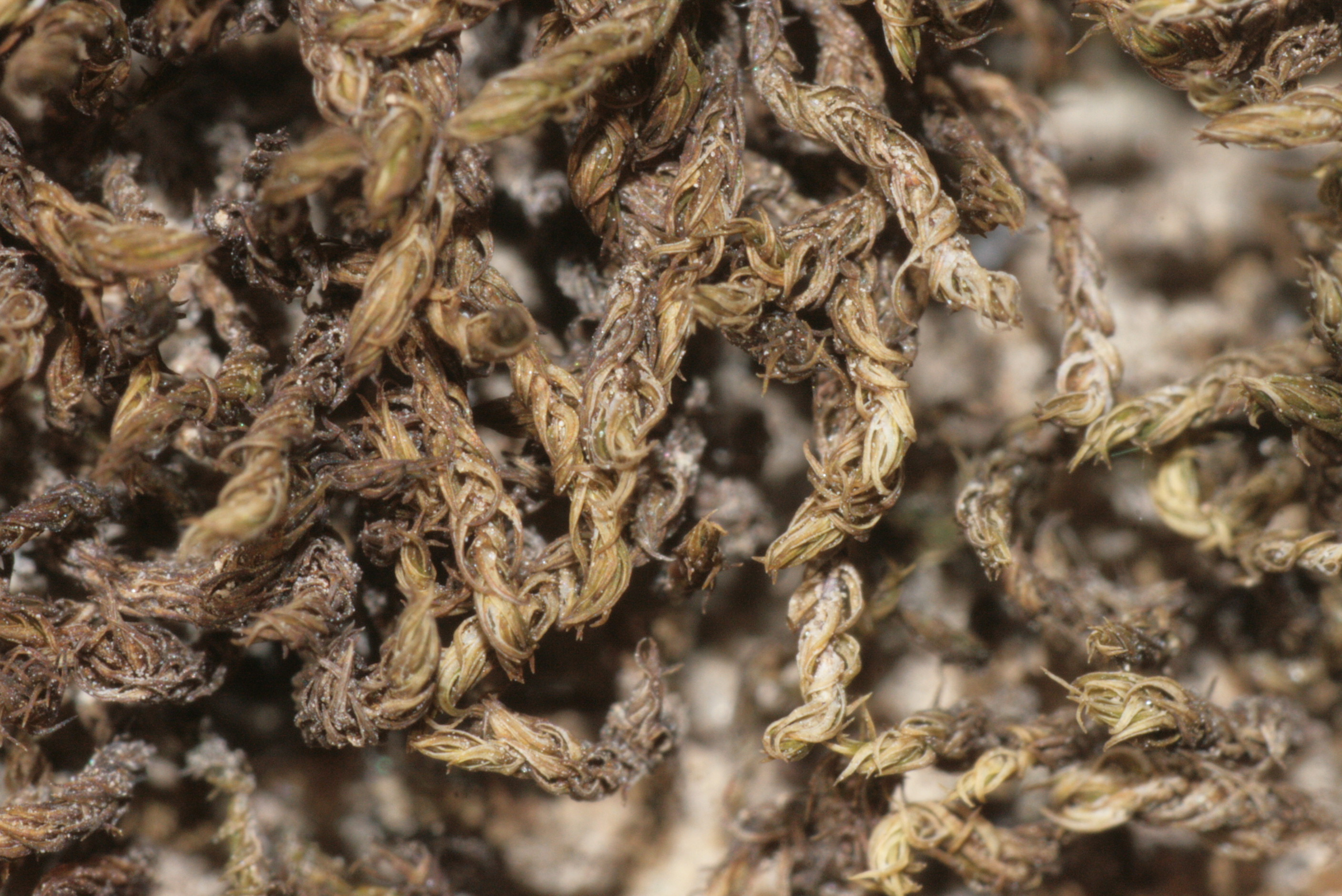
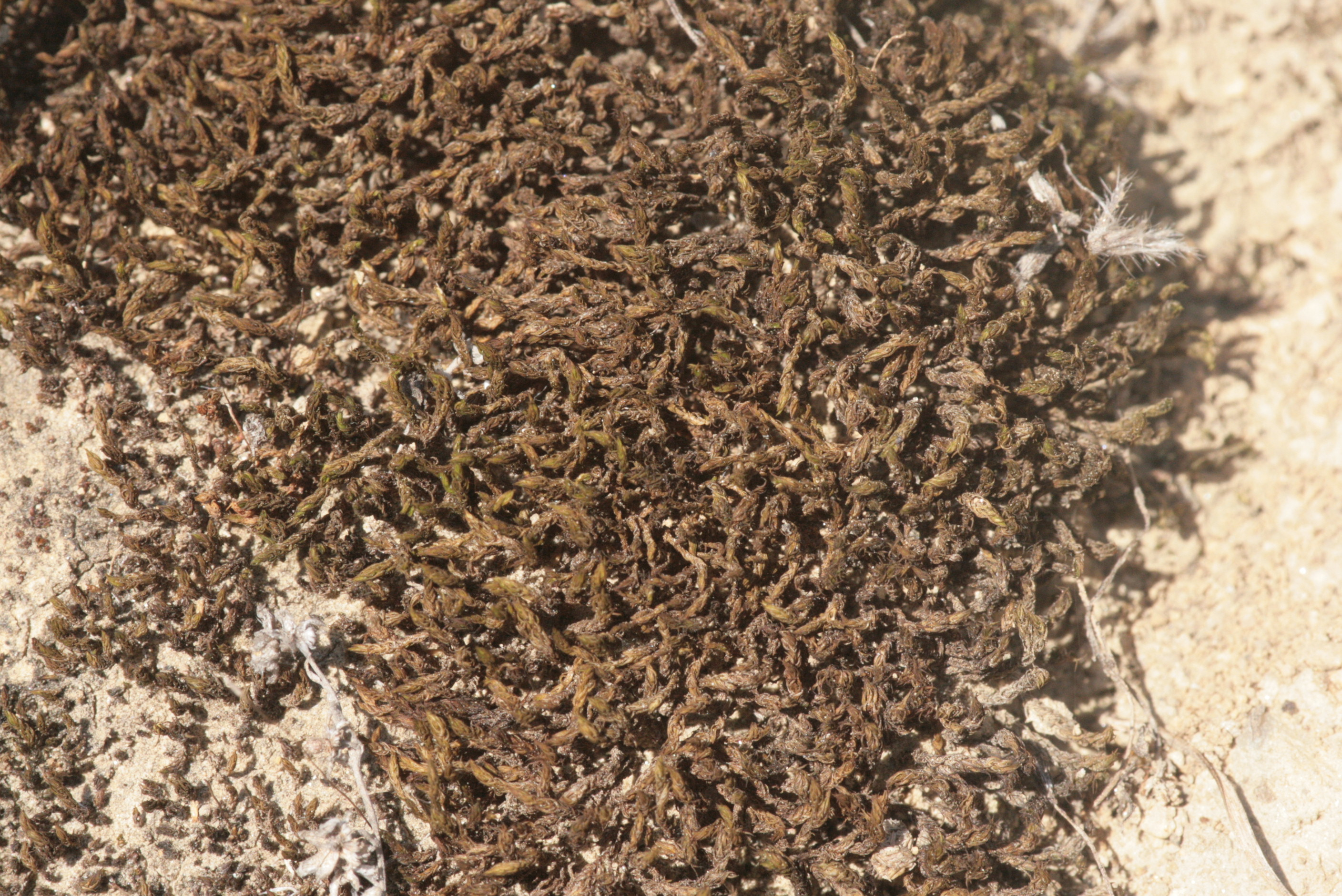
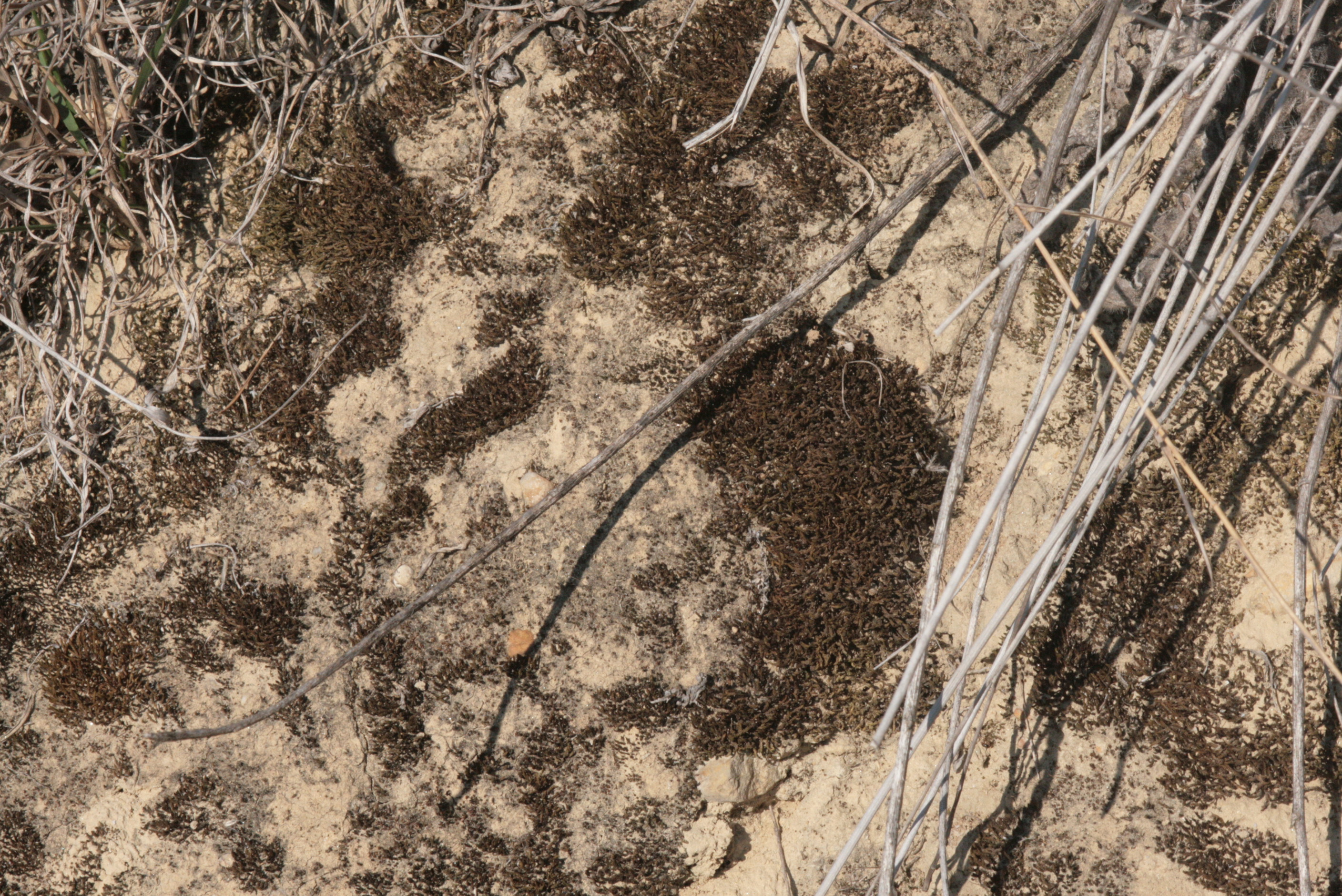
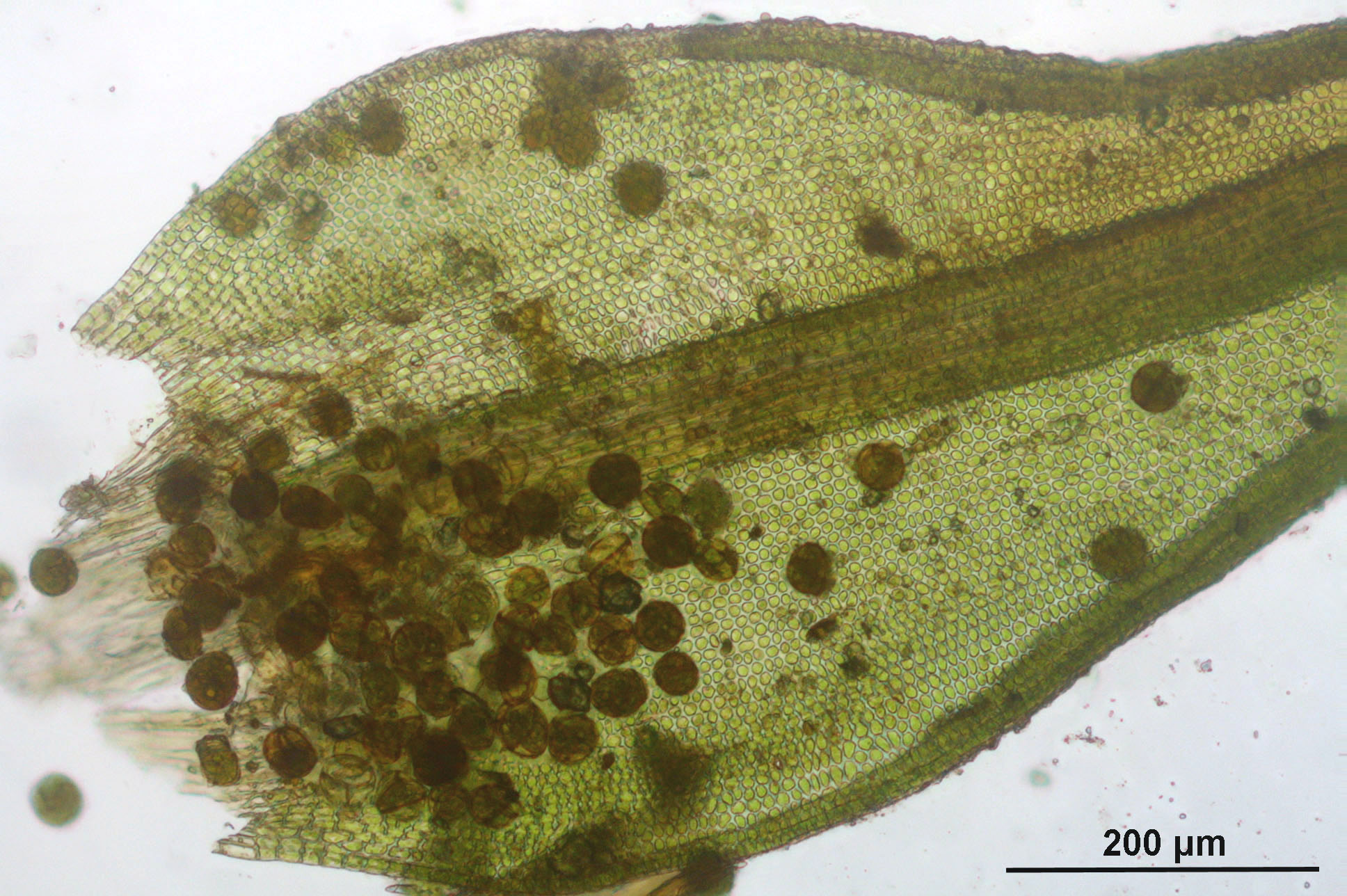
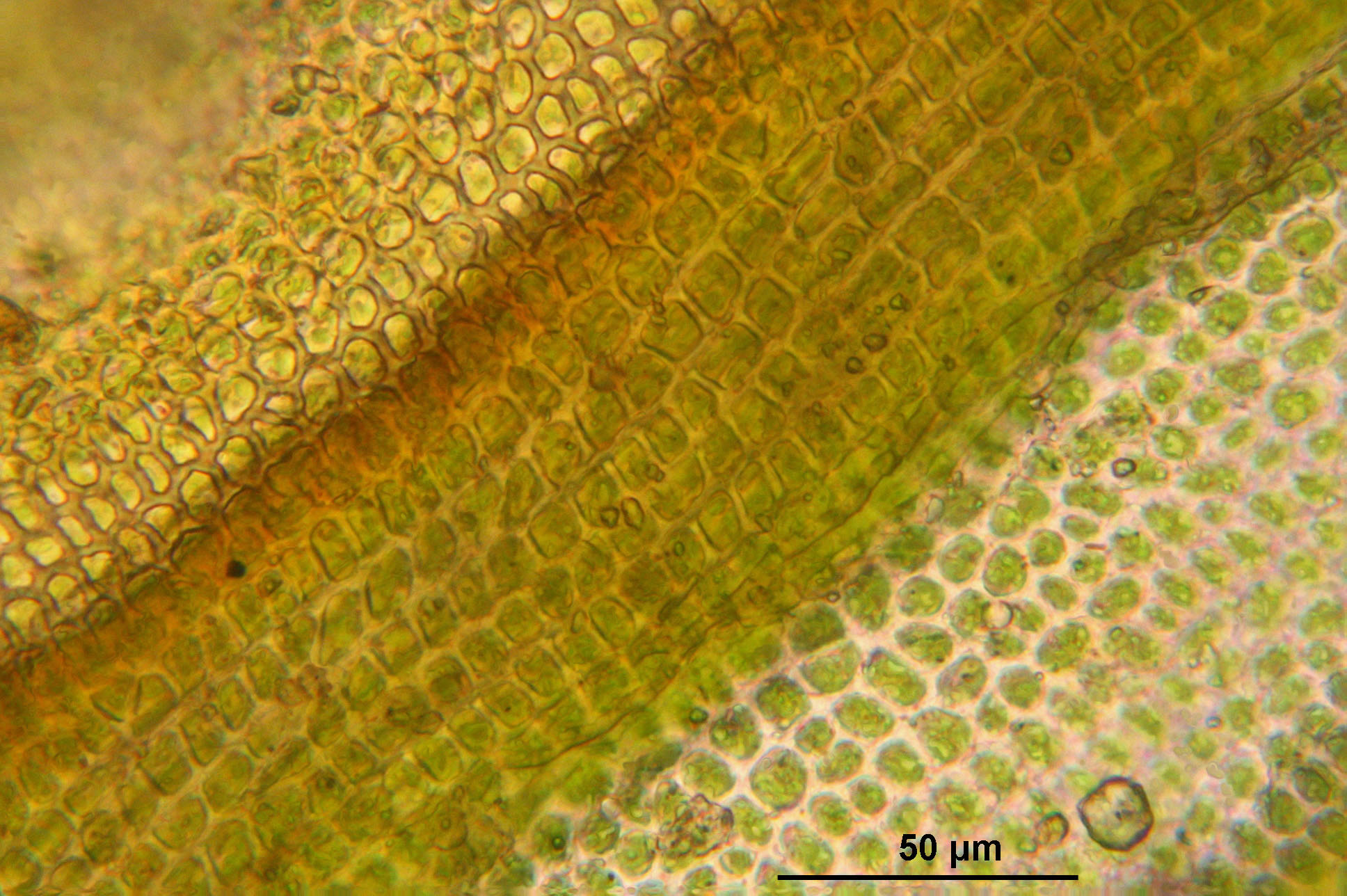
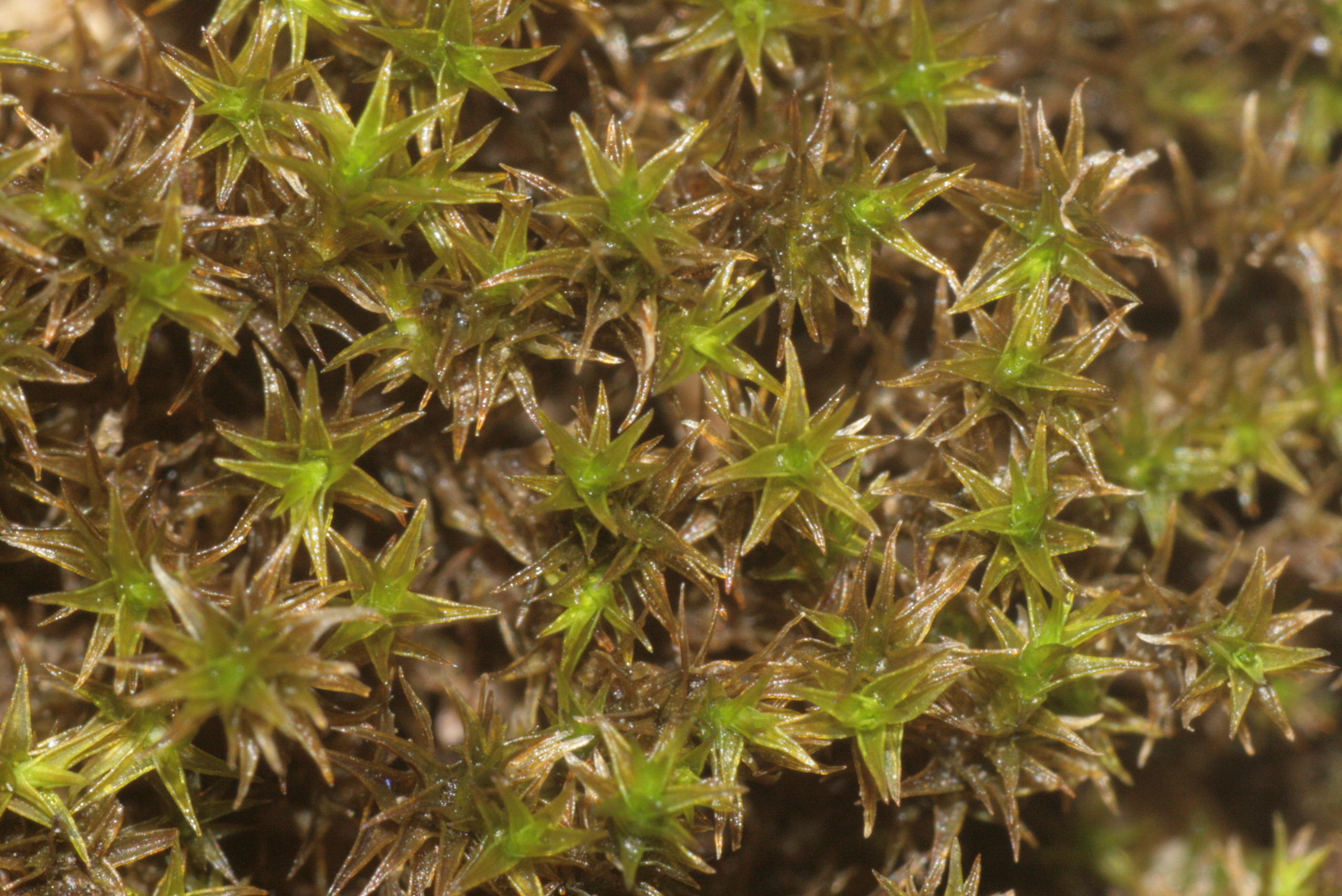